# Кітель

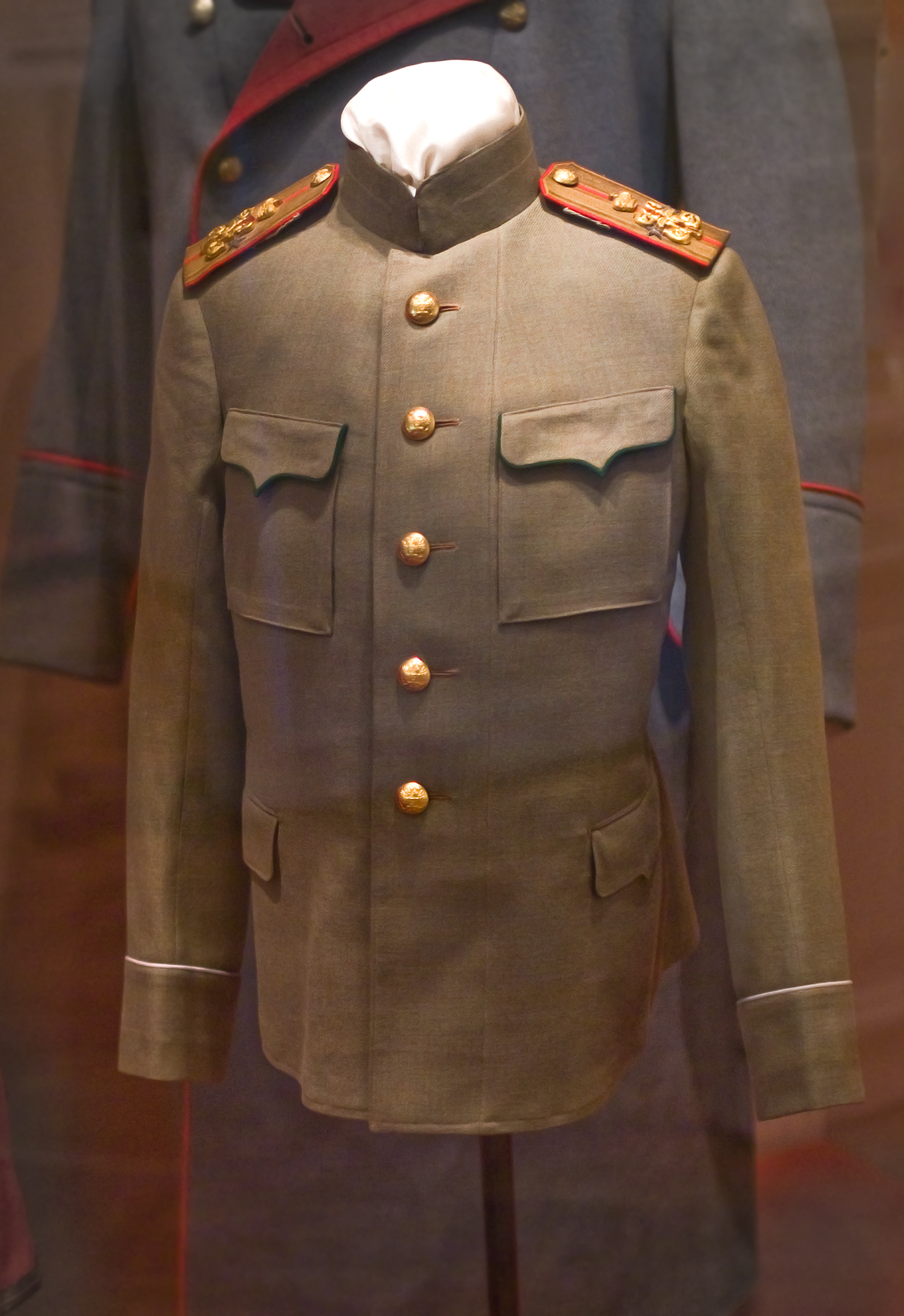
Офіцерський кітель лейб-гвардії єгерського полку. 1910

Кі́тель (нім. Kittel — «блуза») — частина повсякденної та інколи парадної і польової форми одягу в збройних силах, правоохоронних органах та інших силових структурах більшості країн, піджак військового зразка. У мовах інших країн предмет одягу подібний до кітеля може іменуватися «фр. tunique», «англ. jacket», «нім. Waffenrock» і таке інше.
У Росії предмет одягу з такою назвою виник в XVIII столітті у вигляді довгої куртки з грубого полотна — робочого одягу нижніх чинів кавалерії, що призначався поряд з фуражною шапкою (прототип кашкета) для господарських робіт.